# Радован Кнежевић (професор)
Радован Кнежевић је српски универзитетски професор. 

## Биографија
Предавао је дикцију и сценски говор на Факултету драмских уметности Универзитета уметности у Београду.
У представи Колубарска битка 1990. године која је одиграна у Југословенском драмском позоришту, глумио је пуковника Крсту Смиљанића.
Дугогодишњи је сарадник омладинског позоришта ДАДОВ, где полазницима предаје дикцију. У позоришту ДАДОВ режирао је и адаптирао представу Гарави сокак, засновану на истоименом делу Мике Антића.
Говорно је обрадио неколико стотина представа у свим позориштима српског говорног подручја.
У току каријере се бавио неговањем лепоте говора кроз рад са рецитаторима и мноштво семинара за наставнике српског језика широм Србије.